# Leonardo Bazzaro

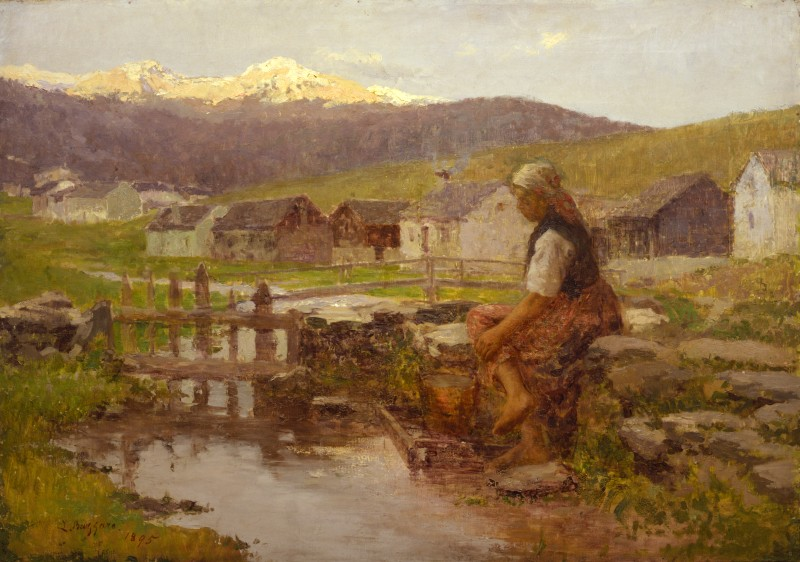
Baite a Macugnaga, 1895 (Fondazione Cariplo)

Leonardo Bazzaro, né en 1853 et mort en 1937, est un peintre italien principalement de paysages et de veduta intérieur.

## Biographie

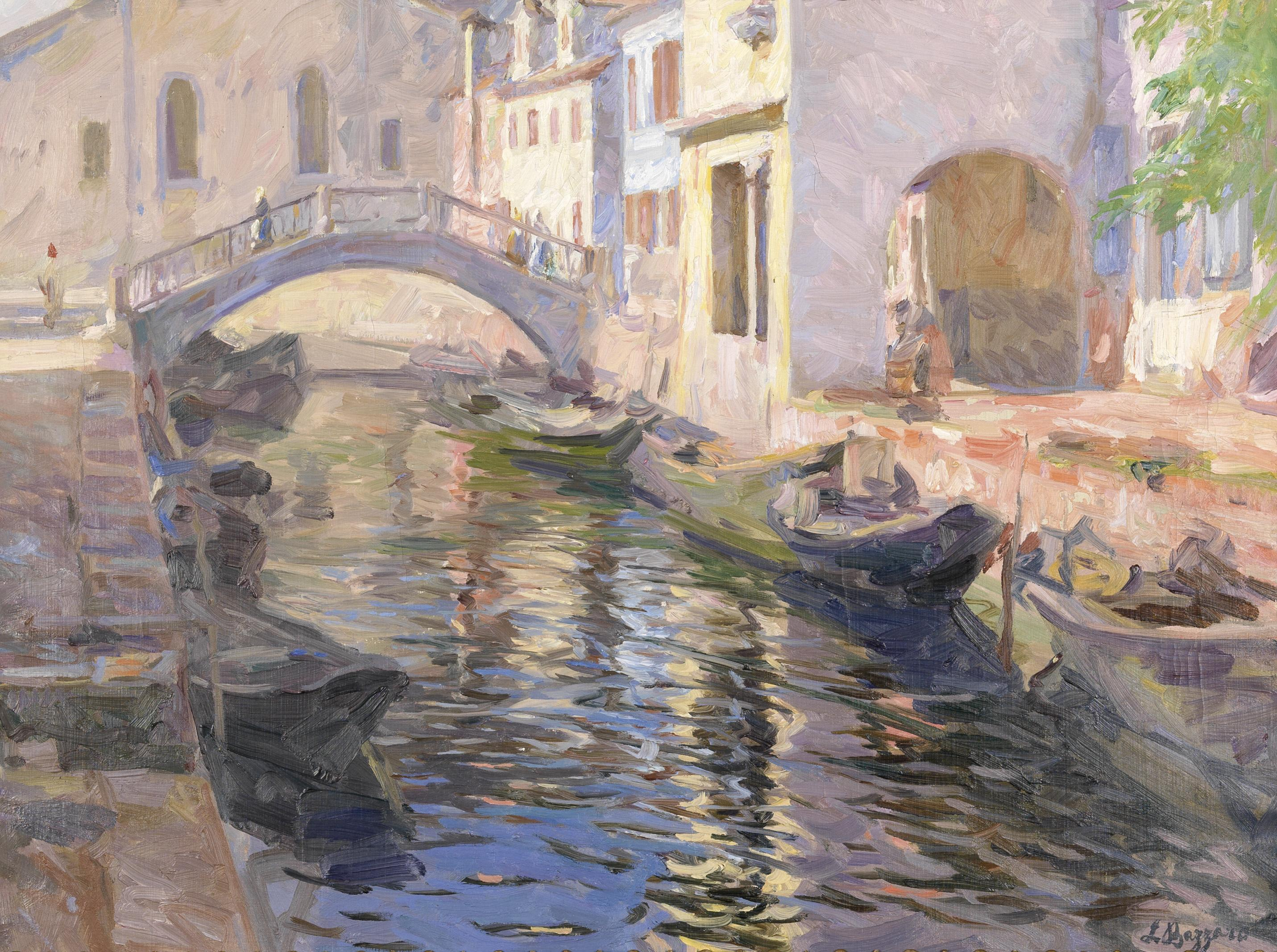

Il est né à Milan. Après avoir appris les bases dans l'atelier du peintre  Gaetano Fasanotti, Bazzaro s'inscrit à l'Académie de Brera à Milan, où il reçoit le Prix Fumagalli en 1875. Il a peint une série de vues en perspective dans les églises et manoirs milanais. Parmi ses œuvres pendant les années 1881 à 1887 figurent Interno della Chiesa del Carmine, (Brera), à l' Interno del Coro di San Vittore, Interno della Sala Verri, Ponte dei Sospiri, Investitura di un Monaco in un Monastero, Canale nei pressi di Corsico, et Scena sul Naviglio.
Le succès qu'il remporte auprès du public et de la critique lors de nombreux événements nationaux et internationaux l'amène à s'intéresser également au portrait et à la peinture de paysages ruraux et urbains; pour ces derniers Venise et Chioggia  sont ses lieux de prédilection. Les œuvres des années 1880 et 1890 intègrent également des scènes de plus en plus intimes de la vie quotidienne dans le cadre de Valsassina, la Vallée d'Aoste et Verbano. Bazzaro a continué à participer à de nombreuses expositions dans la région de Lombardie ainsi qu' à la Biennale de Venise et à la quadriennale romaine jusqu' à sa mort, remportant toujours un grand succès auprès des collectionneurs et étant sollicité pour réaliser des répliques de ses sujets les plus populaires.
Son frère Ernesto Bazzaro (en) est sculpteur.

## Principales peintures
- Il duello (1878)
- La vestizione della monaca (1888)
- Il duello (1878)
- Ponte di Chioggia (1889)
- Pace di naufraghi (1897)
- Marina di Chioggia (1900)
- Dopo il naufragio (1906)

## Expositions
Deux expositions en 2011 présentent des œuvres de Bazzaro :
- Leonardo Bazzaro e i grandi maestri del Naturalismo lombardo (1870-1900) dans la galerie Bottegantica, Milan
- Leonardo Bazzaro. Itinerario pittorico tra la Valle d’Aosta e la Laguna Veneta (1900-1930) dans la galerie Ambrosiana, Milan